# Thompson Falls
Thompson Falls – miasto w Stanach Zjednoczonych, w stanie Montana, siedziba administracyjna hrabstwa Sanders.